# Christina Bella
Krisztina Szegedi, más conocida como Christina Bella (Kecskemét, Bács-Kiskun; 29 de noviembre de 1981) es una actriz pornográfica y modelo erótica húngara retirada. Fue ganadora del Premio FICEB en 2003 y el Premio Venus en 2004.

## Carrera
Antes de entrar en la industria pornográfica, Christina trabajaba como peluquera y también se dedicaba a la gimnasia rítmica. Debutó como actriz pornográfica cuando filmó su primera escena en 1999 a los 18 años de edad. Su carrera comenzó cuando fue seleccionada por el director francés Pierre Woodman para la compañía Private, cuyas imágenes fueron lanzadas en la película compilatoria titulada Private Castings X 24: Alexa.
En 2003 Christina Bella fue galardonada con el Premio Ninfa a la mejor estrella joven en el Festival Internacional de Cine Erótico de Barcelona, y en 2004 con el Premio Venus a la mejor nueva estrella femenina, celebrado en Alemania. Durante el año 2004 fue premiada con el "Oscar del Porno" en Hungría por ser considerada como "la mejor estrella porno erótica", y en 2011 fue premiada nuevamente con el "Oscar del Porno" a la mejor estrella porno.
En 2004 la revista Private nombró a Christina Bella la Girl of the Year de 2003. Christina participó en la IX Exposición Erótica de Budapest en 2004, y en la Eros Show de Bucarest en 2011.
En 2005 la compañía Private lanzó una película totalmente protagonizada por la actriz húngara, titulada The Private Life of Cristina Bella.

## Premios y nominaciones
| Año  | Premio        | Resultado | Categoría                                                                      | Película          |
| ---- | ------------- | --------- | ------------------------------------------------------------------------------ | ----------------- |
| 2003 | Premios FICEB | Ganadora  | Premio Ninfa: Mejor estrella joven                                             | The Fetish Garden |
| 2004 | Premios FICEB | Nominada  | Premio Ninfa: Mejor actriz                                                     | Penocchio         |
| 2004 | Premios Venus | Nominada  | Mejor actriz (Hungría)                                                         | —                 |
| 2004 | Premios Venus | Ganadora  | Mejor nueva estrella femenina (Europa)                                         | —                 |
| 2005 | Premios AVN   | Nominada  | Artista femenina extranjera del año                                            | —                 |
| 2007 | Premios AVN   | Nominada  | Artista femenina extranjera del año                                            | —                 |
| 2007 | Premios AVN   | Nominada  | Mejor escena de sexo en grupo – Película (nominada para dos escenas separadas) | Emperor           |
| 2007 | Premios AVN   | Nominada  | Mejor escena de sexo en grupo – Película (nominada para dos escenas separadas) | Emperor           |
| 2009 | Premios AVN   | Nominada  | Mejor escena de sexo en grupo de chicas                                        | Top Wet Girls     |